# Kurt Possanner von Ehrenthal

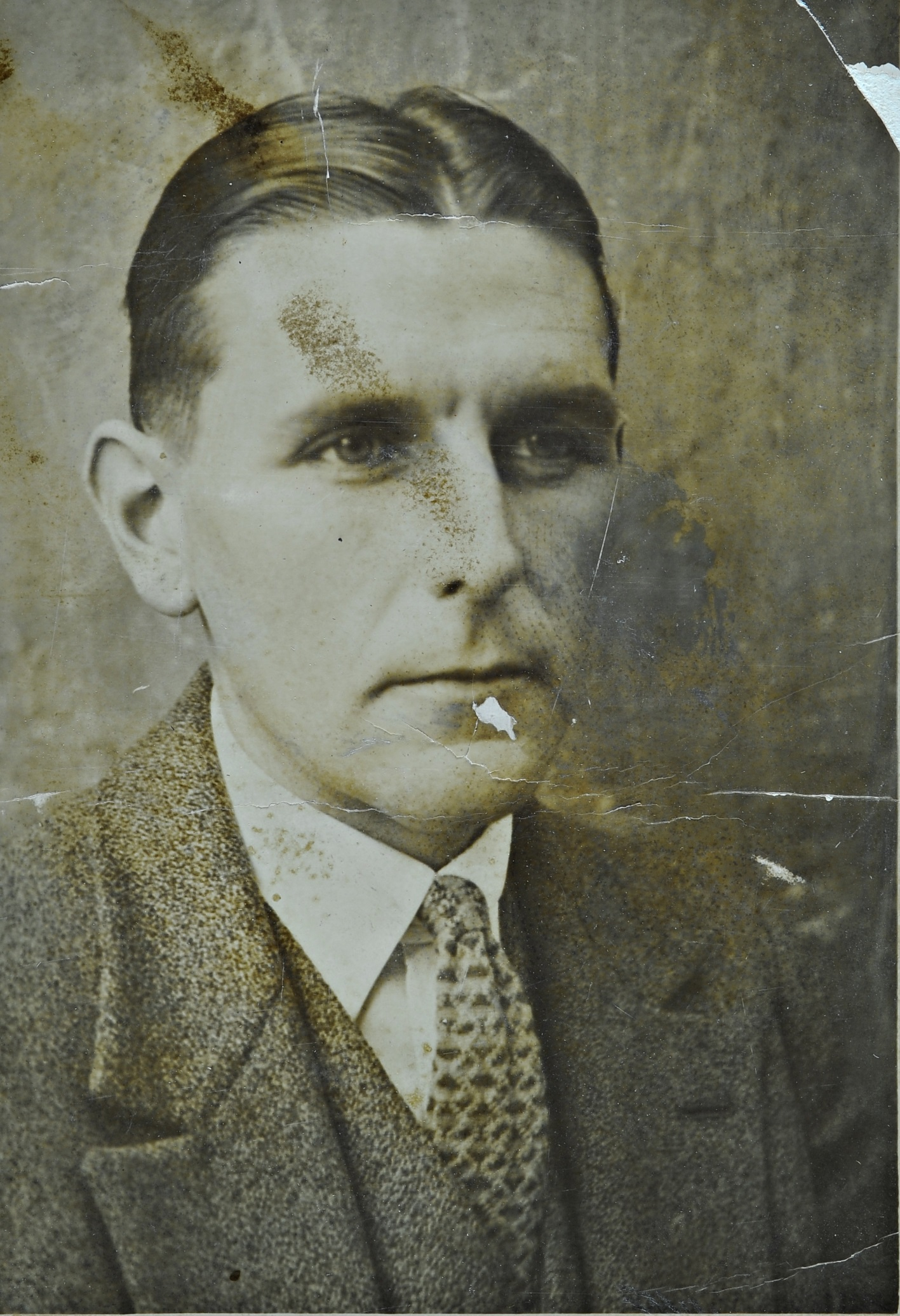
Kurt Possanner von Ehrenthal (um 1928)

Kurt Siegfried Karl Possanner von Ehrenthal (* 5. Mai 1898 in Hall, Tirol; † 28. Februar 1933 an der deutsch-österreichischen Grenze, nach anderen Angaben am 15. März 1933 in Neu-Langerwisch bei Berlin) war ein österreichischer Parteifunktionär (NSDAP) sowie Nachrichtenagent. Possanner betätigte sich seit etwa 1931 als Agent im Nachrichtendienst der NSDAP und später zusätzlich als Agent des sowjetischen Geheimdienstes.

## Leben und Tätigkeit

### Frühe Jahre
Possanner entstammte einem österreichischen Adelsgeschlecht. Sein Vater war der kaiserlich-königliche Bergrat Robert Possanner von Ehrenthal (* 3. September 1864 in Leoben; † 1. September 1933 in Innsbruck), seine Mutter die Maria Franziska Possanner von Ehrenthal, geb. Vogl (* 9. März 1871 in Liezen, Steiermark, 1910 in Ischl).
In seiner Jugend trat Possanner von Ehrenthal in die K.-und-k.-Marine ein. Er gehörte dieser während der letzten Phase des Ersten Weltkriegs an und schied 1919 als Seekadett (einigen Presseartikeln zufolge: als Korvettenleutnant) aus ihr aus.

### 1. Österreichische Republik (1919 bis 1928)
In der Zeit direkt nach dem Sturz der k.u.k-Monarchie gehörte Possanner jener Gruppe der Österreichischen Legion an, die sich damals in Zalaegerszeg in Ungarn sammelte, in dem Bestreben von Ungarn aus eine Änderung der österreichischen Staatsform gewaltsam durchzusetzen. Wegen dieses Vergehens wurde Possanner – der sich bei der Legion in exponierter Stelle hervortat – in gerichtliche Untersuchung gezogen und später, wie alle anderen Mitglieder der Legion, amnestiert.
Im Januar 1921 wurden Possanner und ein anderer ehemaliger Korvettenleutnant (Balduin Naumann) sowie ein dritter Mann (Gottfried Janaschek) aufgrund des Verdachtes in ein kriminelles Vorhaben involviert gewesen zu sein, verhaftet. Hintergrund war, dass am 8. Januar 1921 in der Wiener Neustadt der Student Erwin Lasic und der Glasergehilfe Franz Rohaska von der Polizei im Besitz falscher Legitimationspapiere angetroffen wurden. Bei der Durchsuchung ihres Gepäcks stellte die Polizei fest, dass die beiden Angehörige der österreichischen Legion, die Csót in Ungarn stationiert waren, waren und die Absicht hatten mit mehreren Kameraden in Wien durch Beraubungen von Valutaschiebern und durch Diebstähle Geld für die Legion zu beschaffen. Als die besagten Komplizen wurden Possanner und die anderen genannten identifiziert, so dass auch diese zeitweise sistiert wurden.
Anschließend soll er bis 1924 dem Bundesheer der neuen Republik Österreich angehört haben.
In der Folgezeit kam Possanner wiederholt wegen kleinerer Vergehen mit den Behörden in Konflikt: Im Jahr 1924 wurde er in Salzburg wegen Übrtretung des Betrugsparagraphen verhaftet und zu einer Strafe von einem Monat Arrest verurteilt.
Am 21. November 1924 erlaubten Possanner und seine Freundin, der Sprachlehrerin Marie Swoboda, dem Handlungsgehilfen Karl Pipal, in das Zimmer des Filmschauspielers Hans Essenberg, der als Untermieter von Swoboda in ihrer Wohnung in der Wiener Zinckgasse wohnte, einzubrechen und dessen Wertsachen zu stehlen und zu verpfänden. Nachdem dies entdeckt wurde und Possanner und Swoboda nach langem Leugnen der Polizei gegenüber den wahren Sachverhalt schließlich einräumten, wurde Pipal beim Landgericht als Häftling eingeliefert, während Possanner und Swoboda von der Polizei wegen chronischem Morphinismus dem Inquisitenspital zugeführt wurden.
1925 wurde Possanner von einem Salzburger Hotelbesitzer wegen Kreditschiebereien angezeigt. Im selben Jahr versuchte er von dem Klosterstift St. Peter in Salzburg einen Betrag zu erlangen, wobei er sich als holländischer Marineoffizier ausgab. Etwas später stellte ein Zahntechniker namens Karl Hattinger die Anzeige gegen ihn wegen Einbruchsdiebstahls.
Zeitungsberichten von 1933 zufolge stand Possaner 1925 auch unter psychiatrischer Beobachtung, nachdem er als Morphinist aufgegriffen wurde. Ende 1925 wurde er dann aus Wien mit einer Verweisungsfrist bis 1935 ausgeschafft.

### Tätigkeit in der NS-Bewegung (1928 bis 1933)
Zum 10. April 1928 trat Possanner in Tirol der NSDAP bei (Mitgliedsnummer 82.292). Österreichischen Zeitungen zufolge war er einer der frühesten Propagandisten der nationalsozialistischen Idee in Österreich. In der Folgezeit soll er Zeitungen zufolge unter den Nationalsozialisten in Wien "eine Rolle" gespielt haben bzw. "eine gewisse Rolle in der Entwicklung der nationalsozialistischen Partei gespielt" haben.
1930 siedelte Possanner nach München über. Er war fortan abwechselnd für die NSDAP in München und Berlin tätig. Zeitweise soll er als eine Art Verbindungsoffizier zwischen der Leitung der NSDAP in Deutschland und der Leitung der NSDAP in Österreich gewesen sein.
Seit 1931 war Possanner als Selbstanbieter Agent der INO des NKWD in Deutschland. Als Abteilungsleiter in der Münchener Parteizentrale der NSDAP lieferte er vor allem Interna aus der Partei. Gleichzeitig versuchte er einen geheimen Kanal zu Alfred Rosenberg aufzubauen.
Im Mai 1931 nahm Possanner zusammen mit Heinrich Himmler bei dem Industriellen Ernst Paul Lehmann in Brandenburg an der Havel ein Darlehen von 5000 RM für den Ankauf von politisch sensiblen Briefen aus Polen auf. Als Bürge für Possanner und Himmler fungierte der Kriminalkommissar Hans Oelze.
1931 war er in der Rheingaustraße 15 in Berlin-Friedenau bei Ludwig Neubourg wohnhaft.
Im April 1932 wurde er als angeblicher englischer Spion in Berlin verhaftet, musste jedoch aus Mangel an Beweisen wieder freigelassen werden. Im Mai 1932 wurde er in München erneut festgenommen und aus Bayern ausgewiesen. Nachdem er für die INO-Spionage gegen die NSDAP unbrauchbar geworden war, soll er sich bemüht haben, für die Sowjets in Berlin Quellen aus Politik und Wirtschaft zu gewinnen, u. a. Adolf Hairowski.

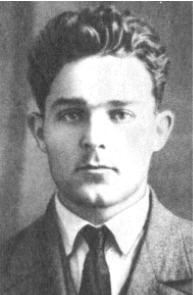
Photo Possanners aus den Akten der GPU

Einem sozialdemokratischen Zeitungsbericht von 1931 zufolge war Possanner bis in dieses Jahr im Braunen Haus als Vertrauensmann Himmlers für nachrichtendienstliche Belange tätig, wurde aber schließlich durch Josias von Waldeck-Pyrmont ersetzt, der ihn als einen Rivalen aus der Partei entfernen ließ. Anschließend habe er beim Arbeitsgericht München eine Klage in Höhe von einigen tausend Reichsmark gegen die NSDAP wegen unfristgemäßer Entlassung und Nichterhalt von ihm zustehender Bezahlung eingereicht.
Österreichische Zeitungen berichteten später, dass ihnen Gerüchte zu Ohren gekommen seien, dass Possanner in seiner Stellung in der NSDAP schließlich "Anlass zu gewissen Unstimmigkeiten" gegeben habe, die seine Tätigkeit schließlich als "unerwünscht" erscheinen hätten lassen oder, dass man hören würde, dass Possaner "schon vor einiger Zeit Differenzen mit der Parteileitung" der NSDAP gehabt habe.
Anlässlich des Prozesses um die Ermordung des Schülers Herbert Norkus sagte Herbert Jentzon, ein Mitarbeiter von Walther Stennes, am 9. Juli 1932 aus, dass der Nachrichtenagent Othmar Toifl ihm eine Weile nach dem Tod Norkus erzählt habe, dass Stennes "Beziehungen mit einem Herrn von Posanna [!]" habe, "der Mitglied der russischen Tscheka" sei und dass Stennes auch Geldzuwendungen von der russischen Botschaft in Berlin erhalten habe.

### Ermordung
Im März 1933 wurde Possanner in Berlin verhaftet und kurz darauf außerhalb der Stadt erschossen aufgefunden. Sein Tod ist beim Standesamt Neu-Langerwisch beurkundet. Der nationalsozialistische Staat behauptete öffentlich hingegen fälschlich, dass Possanner über die österreichische Grenze abgeschoben hätte werden sollen und während des Transportes zur Grenze zu Tode kam. Namentlich gaben die Berliner Stellen die folgende Meldung heraus, die am 18. März 1933 in zahlreichen österreichischen Zeitungen abgedruckt wurde:
„Der seit einigen Jahren in Berlin lebende österreichische Bundesbürger Kurt Possanner, der vor einer Woche in Berlin unter dem Verdacht einer unerwünschten politischen Tätigkeit verhaftet worden war, ist gestern auf dem Transport von Berlin an die österreichische Grenze erschossen worden.“
Das kommunistische Braunbuch über den Reichstagsbrand übernahm die Angaben aus der offiziellen Berliner Meldung, indem es notierte, dass Possaner wegen unerwünschter politischer Tätigkeit verhaftet und beim Transport von Berlin an die österreichische Grenze erschossen wurde.
Possanner von Ehrental wurde auf dem alten Friedhof in Langerwisch beigesetzt.
Über den Tod Possanners berichteten im März 1933 zahlreiche österreichische Zeitungen, wie die Wiener Zeitung und auch einzelne internationale Zeitungen, wie die New York Times. Über die Motive für die Ermordung Possanners wurden verschiedene Vermutungen in der Presse geäußert. So stellte die Zeitung Der Tag die Vermutung an, dass der Schlusse nahe liege, dass Possanner als „Mitwisser so vieler politischer Geheimnisse“ der NSDAP von seinen einstigen Parteifreunden beseitigt worden sei.
Mehrere Zeitungen sprachen in den Tagen nach der Meldung von Possanners Tod die Vermutung aus, dass die Tötung einen Fememord innerhalb des nationalsozialistischen Lagers darstellte. Auch strichen einige Zeitungen heraus, dass Possanner sich – der offiziellen Berliner Meldung zufolge – in Polizeigewahrsam befand, als er durch Erschießung starb und dass sein Tod somit nicht als wilde, eigenmächtige Tat von Privatpersonen abgetan werden könnte: Denn Possanner wäre, sofern die offiziellen Angaben stimmten, „während einer Amtshandlung, also doch ohne Zweifel in Gegenwart - oder sogar unter Mitwirkung - von Amtsorganen?“ gewaltsam ums Leben gekommen.cSie forderten daher die österreichische Regierung dazu auf, mit Nachdruck Aufklärung zu fordern, wie ein österreichischer Bürger, „der sich in den Händen der Polizei befand“, ermordet werden hätte können.
Die österreichische Gesandtschaft in Berlin bemühte nich nach Bekanntwerden von Possanners Tod seit dem 17. März 1933 erfolglos, den näheren Sachverhalt festzustellen und auch das Wiener Bundeskanzleramt interessierte sich für den Fall.

## Ehe und Familie
Am 16. Februar 1925 heiratete Possanner Maria Magdalena Swoboda Edle von Fernow (* 27. Dezember 1895 in Innsbruck), eine Tochter des Viktor Edlen von Fernow und der der Maria Müller. Aus der Ehe ging eine Tochter, Marina, hervor.

## Zeitgenössische Berichterstattung
- „Der Fememord an dem Korvettenleutnant Kurt von Possanner“, in: Wiener Allgemeine Zeitung vom 18. März 1933.